# Eugenio Duca
Eugenio Duca (Ancona, 27 febbraio 1950 – Ancona, 5 ottobre 2021) è stato un politico italiano.

## Biografia
Negli anni 1970 è attivo nel sindacato ferrovieri, dal 1978 a 1983 è fa parte della Commissione permanente marittima presso la Camera di Commercio. Dal 1983 al 1997 è consigliere comunale ad Ancona. Sposato con due figli.
Alle elezioni politiche del 1994 viene eletto alla Camera dei deputati con la coalizione cell'Alleanza dei Progressisti nel collegio uninominale di Ancona, dove viene confermato anche alle elezioni politiche del 1996 e del 2001 con la coalizione de l'Ulivo.
È stato responsabile nazionale dei Democratici di Sinistra del settore dell'economia marittima portuale ed ha fatto parte del consiglio nazionale dello stesso partito, fino al congresso del 2007.
Alle elezioni amministrative del 2009 si è presentato come candidato Sindaco di Ancona sostenuto dalla lista "Sinistra - per Ancona" e ha ottenuto il 5,90% delle preferenze.
Muore ad Ancona a causa di un malore improvviso.